# Camponotus turkestanicus
Camponotus turkestanicus  (лат.) — вид земляных муравьёв рода Camponotus из подсемейства формицины (Formicidae).

## Распространение
Центральная Палеарктика: Афганистан, Иран, Казахстан, Киргизия, Китай, Россия (Калмыкия), Туркмения. Полупустыни, степи.

## Описание
Земляные муравьи, гнездятся в почве в оазисах, тугаях и солончаках Центральной и Средней Азии, выносят сильное засоление почв. Голова и грудка в основном красноватые, брюшко чёрного цвета. Среднего размера, рабочие и солдаты длиной 7-13 мм; самки — 15-17 мм; самцы — 8-9,5 мм. Скапус усиков длинный, выходит за пределы затылочного края головы. Нижняя сторона головы с многочисленными волосками, образующими у рабочих несовершенный псаммофор. На щеках, голенях ног и на скапусе отстоящие волоски отсутствуют. Передний край клипеуса с прямоугольной лопастью, которая выступает вперёд за передние углы головы. Грудь в профиль равномерно выпуклая. Проподеум без поперечного вдавления, округлый и без эпинотальных шипиков или зубцов.
Стебелёк между грудкой и брюшком состоит из одного членика (петиолюс), несущего вертикальную чешуйку. Гнездятся в земляных муравейниках (гнёзда многосекционные, соединённые многочисленными ходами), глубина подземных ходов достигает 2 м вплоть до грунтовых вод. Брачный лёт крылатых половых особей (молодых самок и самцов) наблюдается в апреле-мае. На зимовку уходят только имаго, рабочие особи и самки.

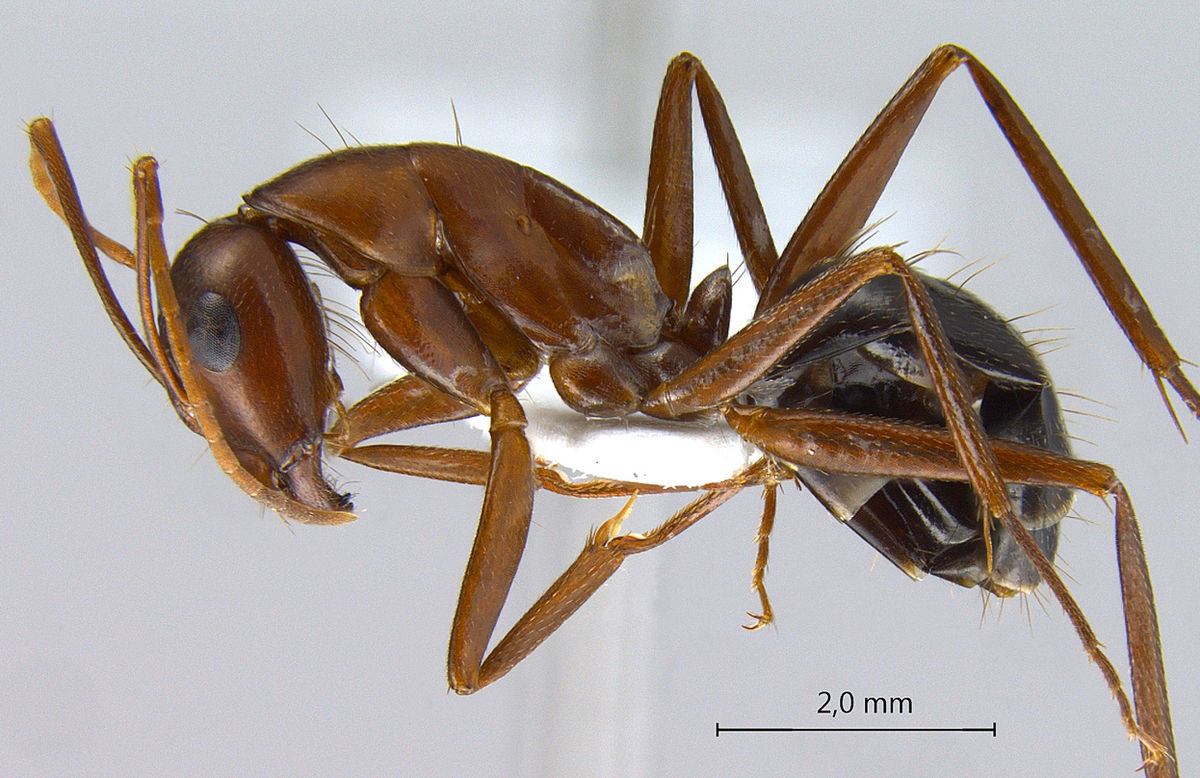
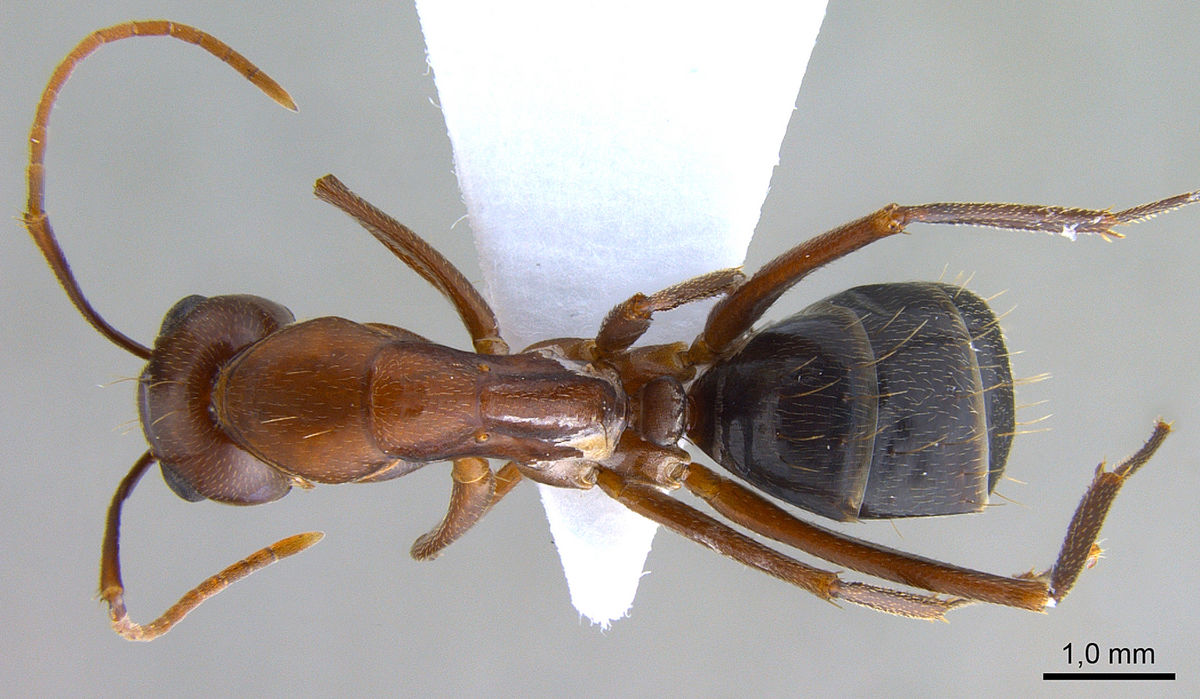

## Систематика
Вид был впервые описан в 1887 году итальянским мирмекологом Карло Эмери под первоначальным названием Camponotus sylvaticus st. turkestanicus Emery, 1887 и в 1925 году включён в состав подрода Tanaemyrmex вместе с такими видами как Camponotus turkestanus, Camponotus aethiops, Camponotus xerxes и Camponotus fedtschenkoi.